# Liste der Monuments historiques in Cipières
Die Liste der Monuments historiques in Cipières führt die Monuments historiques in der französischen Gemeinde Cipières auf.

## Liste der Bauwerke
| Bezeichnung       | Beschreibung                      | Standort               | Kennzeichnung | Schutzstatus | Datum | Bild           |
| ----------------- | --------------------------------- | ---------------------- | ------------- | ------------ | ----- | -------------- |
| Kapelle St-Claude | Erbaut 1678                       | Route de Grasse (Lage) | PA00080704    | Inscrit      | 1979  | weitere Bilder |
| Kirche St-Mayeul  | Erbaut im 12. und 16. Jahrhundert | Rue de l’Église (Lage) | PA00080705    | Inscrit      | 1989  | weitere Bilder |

## Liste der Objekte
Zum Verständnis siehe: Kirchenausstattung
| Bezeichnung                      | Beschreibung                                                | Standort | Kennzeichnung | Schutzstatus | Datum | Bild |
| -------------------------------- | ----------------------------------------------------------- | -------- | ------------- | ------------ | ----- | ---- |
| Prozessionskreuz                 | Silber und Gold, 16. Jahrhundert; in der Kirche St-Mayeul   | (Lage)   | PM06000172    | Classé       | 1910  |      |
| Armreliquiar des heiligen Mayeul | Silber und Kupfer, 15. Jahrhundert; in der Kirche St-Mayeul | (Lage)   | PM06000171    | Classé       | 1910  |      |
| Gemälde Kreuzabnahme             | 17. Jahrhundert; in der Kapelle St-Claude                   | (Lage)   | PM06000173    | Classé       | 1910  |      |